# はたさくらまんじゅう
はたさくらまんじゅうは、埼玉県志木市の主な和菓子店で販売されている桜風味の饅頭。
志木市の文化財であるチョウショウインハタザクラに因み、志木市環境教育推進員のつどい、志木市くらしの会、志木市和菓子振興会等がまちおこしの一環として手がけたもので、生地に桜の花の塩漬けが練りこまれており、ほんのりと桜の香りが漂うこしあんの饅頭である。
1999年（平成11年）11月21日の志木市産業祭の会場で『チョウショウインはたざくらまんじゅう』として、初めて売られ、2002年（平成14年）11月1日から11月18日にかけて熊本市のグランメッセ熊本および熊本城で開催された第24回全国菓子大博覧会で金賞を受賞した。現在では「はたさくらまんじゅう」として志木市内の主な和菓子店で販売されている。